# Domestik

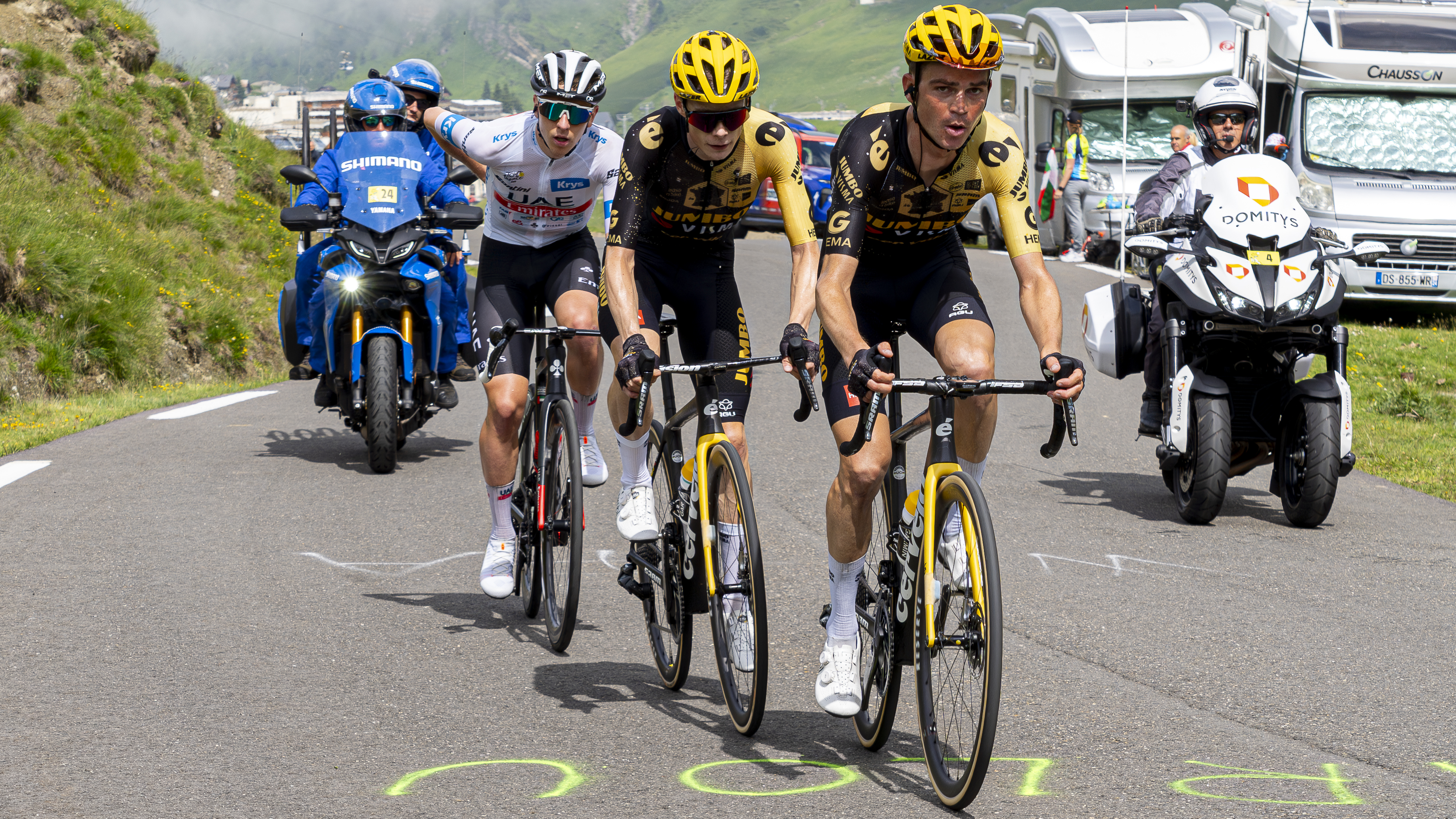
Sepp Kuss pracující pro Jonase Vingegaarda na Tourmaletu během Tour de France 2023

Domestik (z francouzského domestique – sluha) nebo také nosič vody je označení závodníka v silniční cyklistice, který je placen za to, že vlastní úspěch obětuje ve prospěch týmové režie.  
Výraz byl poprvé použit ještě jako hanlivý na Tour de France v roce 1911, kdy Maurice Brocco počkal na Françoise Fabera, aby mu pomohl dohnat ztrátu na peloton. Tehdy bylo takové chování pokládáno za nesportovní, s rozvojem týmové taktiky však nabývali domestikové na významu. V současnosti rozhoduje o výsledcích důležitých etapových závodů právě kvalita domestiků.
Ve Francii se pro domestika užívá označení équipier, v Itálii gregario (řadový voják ve starověkém Římě).

## Teorie
Jeden z aspektů, které nejvíce vyčerpávají cyklistu, je odpor vzduchu. To znamená, že jet v tzv. závětří je méně náročné, než jet na čele skupiny. Z toho pramení strategie střídání, která zrychluje skupinu, jelikož každý ze závodníků je na čele jen krátkou chvíli. A odtud je to už jen malý krůček k pozici domestika, tedy jezdce, který má za úkol, mimo jiné, rozrážet vítr, zatímco jeho lídr jede v závětří. 
Kde domestik odpadne ze skupiny a na jakém místě dokončí závod je tedy pro tým méně důležité, než pomoc, kterou tento jezdec poskytuje.

## Typy pomoci

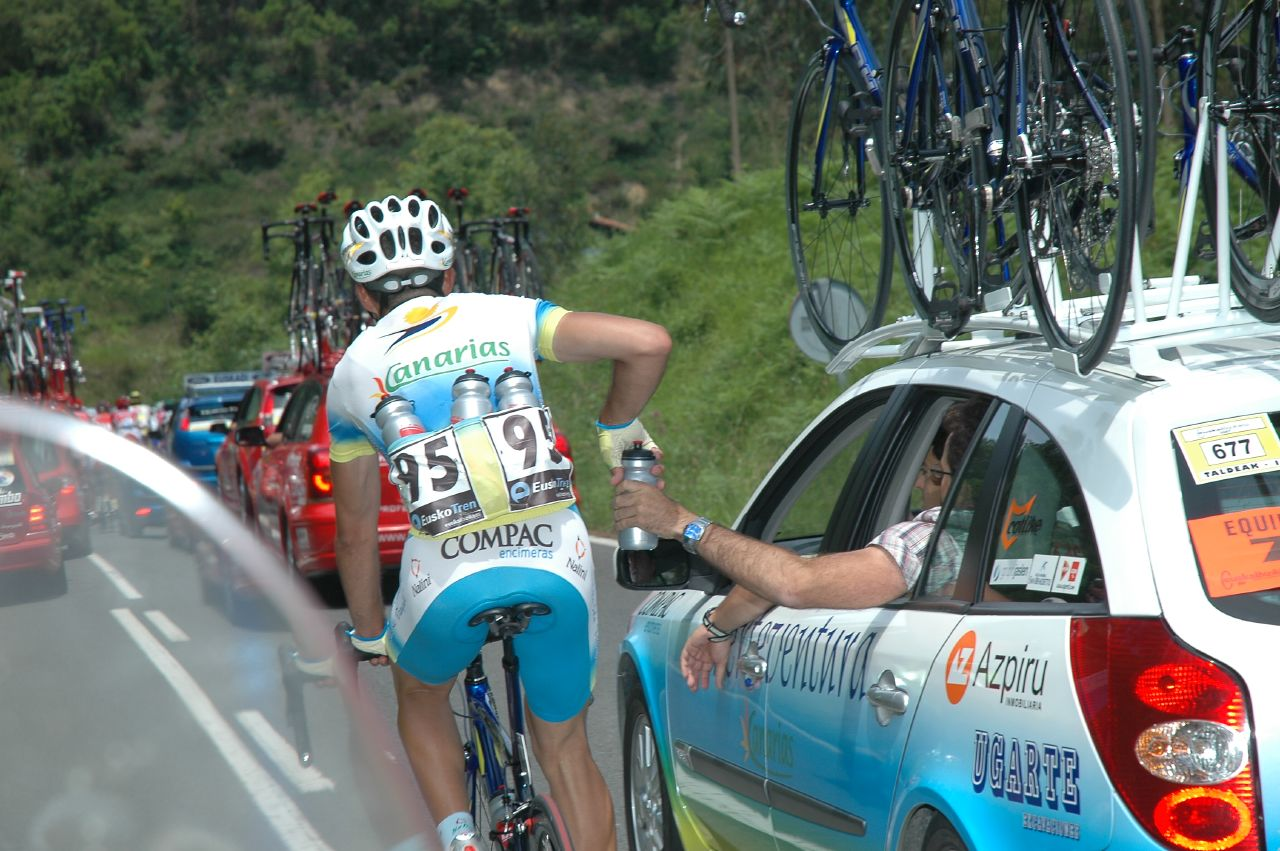
Domestik Javier Cherro Molina přebírá vodu pro spolujezdce na závodě Okolo Baskicka 2007

- "Sprinterský vláček" - uskupení jezdců před týmovým sprinterem, které nejdřív dostane tohoto jezdce do přední části pelotonu a následně mu postupným zvyšováním tempa připraví ideální pozici pro samotný sprint.

- Pohyb na čele pelotonu, díky kterému jede lídr v závětří.

- Sjíždění úniků (tedy pohyb na čele pelotonu, během kterého zvyšují rychlost této skupiny).

- Rozvážení vody a jídla z týmových aut, aby se touto činností nemuseli zabývat jejich lídři.

- Pomáhaní týmovým kolegům s mechanickými problémy (například přenechání vlastního kola v případě lídrova defektu či jiné závady na kole nebo pomoc s dojížděním zpět do skupiny).

### Známí domestici
- José Luis Arrieta
- Kasper Asgreen
- Tim Declercq[1][2]
- Michael Mørkøv[3]
- Pavel Padrnos[4][5]
- Nils Politt

- František Raboň[6][5][7]
- Mark Renshaw
- Luke Rowe[8]
- Marc Soler
- Sean Yates[9]

## Superdomestik
Superdomestikem se nazývá domestik, který je v hierarchii týmových domestiků nejvýše. Jedná se o jezdce, který by mnohdy mohl zastávat pozici lídra v méně kvalitních stájích. Jejich nejčastějším zaměřením je udávání tempa v pokročilých fázích horských etap. Tito jezdci také často plní roli kapitána, předávají taktické pokyny ostatním jezdcům a činí taktická rozhodnutí, když dochází k malému nebo žádnému kontaktu s týmovým personálem. 
Bez této strategie je těžké v dnešní době závodit. Příkladem je tým Movistar, který pro Tour de France 2018 a 2019 zvolil taktiku tria lídrů - Mikela Landy, Naira Quintany a Alejandra Valverdeho. Tato taktika se ukázala jako neúspěšná, neboť se žádný z těchto tří jezdců nechtěl obětovat, aby plnil roli superdomestika ve prospěch kolegů. 
Naopak strategií superdomestiků se ve skvělém světle v posledních letech (2023 a 2024) prezentují například stáje UAE Team Emirates s Adamem Yatesem pro Tadeje Pogačara nebo Visma–Lease a Bike se Seppem Kussem, Primožem Rogličem a Matteo Jorgensonem pro Jonase Vingegaarda. 

### Známí superdomestici
Superdomestik (lídr pro kterého plnil roli superdomestika)
| - João Almeida (pro Tadeje Pogačara) - George Hincapie (pro Alberta Contadora a Cadela Evanse) - Jan Hirt (pro Remca Evenepoela) - Matteo Jorgenson (pro Jonase Vingegaarda) - Andreas Klöden (pro Alexandra Vinokurova) - Leopold König (pro Chrise Frooma) | - Roman Kreuziger (pro Alberta Contadora) - Sepp Kuss (pro Jonase Vingegaarda) - Michał Kwiatkowski (pro Chrise Frooma, Gerainta Thomase a Egana Bernala) - Mikel Landa (pro Remca Evenepoela) - Rafał Majka (pro Tadeje Pogačara) - Adam Yates (pro Tadeje Pogačara) |